# Ludwig Rosenberg

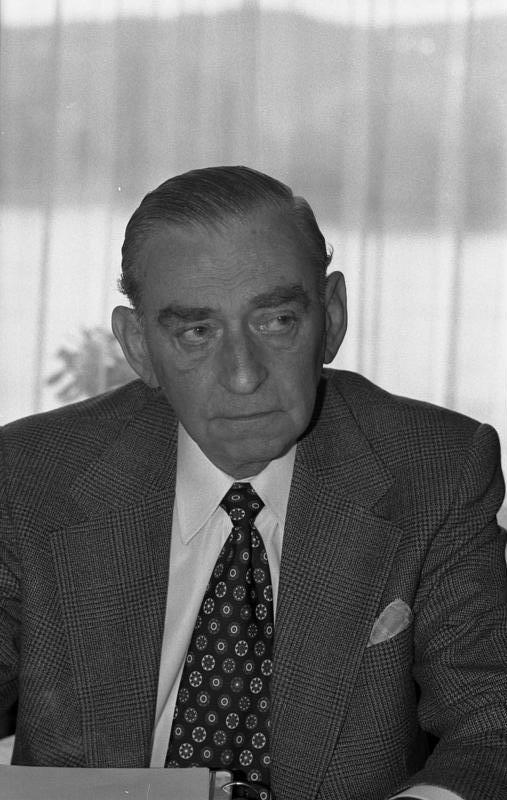
Ludwig Rosenberg (1975)

Ludwig Rosenberg (* 29. Juni 1903 in Charlottenburg; † 23. Oktober 1977 in Düsseldorf) war ein deutscher Gewerkschafter.

## Leben
Der Sohn einer jüdischen Tuchhändlerfamile wuchs in gutbürgerlichen Verhältnissen auf und verfügte über eine höhere Schulbildung. Sein Lebensweg verband sich bereits frühzeitig mit der Arbeiterbewegung. Im Alter von achtzehn Jahren trat Ludwig Rosenberg dem Republikanischen Jugendbund bei. Mit zwanzig Jahren wurde er Mitglied der SPD und wurde im Reichsbanner Schwarz-Rot-Gold aktiv. 1925 wurde er auch Mitglied im Gewerkschaftsbund der Angestellten. Ab 1928 arbeitete er als hauptamtlicher Funktionär im Gewerkschaftsbund der Angestellten (GdA). 1933 flüchtete Rosenberg vor den Nationalsozialisten nach London. Dort nahm er Kontakt zu prominenten Gewerkschaftsvertretern im Exil auf, wie zum Beispiel dem Gründer der Landesgruppe deutscher Gewerkschafter in Großbritannien, Hans Gottfurcht. Ab 1941 arbeitete Rosenberg in der Internationalen Abteilung des britischen Außenministeriums.
Nach seiner Rückkehr aus der Emigration stand er sofort dem gewerkschaftlichen Wiederaufbau zur Verfügung. In seinen Reden auf den Bundeskongressen des DGB 1956 und 1959 stellte er als Leiter der Abteilung Wirtschaft im DGB die wirtschaftspolitischen Weichen. Er plädierte für die Anerkennung der marktwirtschaftlichen Ordnung und eine Marktregulierung mithilfe einer aktiven Konjunkturpolitik. Auf internationaler Ebene brachte er seinen Sachverstand im Wirtschafts- und Sozialausschuss der Europäischen Gemeinschaft ein. Diesem Ausschuss stand er als Präsident (1960–1962) bis zu seiner Wahl als DGB-Vorsitzender 1962 vor.
Dem Bundesvorstand gehörte Rosenberg seit der Gründung des DGB 1949 an. Am 26. Oktober 1962 übernahm mit ihm erstmals ein Angestellter das Amt des Vorsitzenden im Deutschen Gewerkschaftsbund. Am 21. Mai 1969 wurde er von Heinz Oskar Vetter abgelöst. Von 1963 bis zu seiner Pensionierung 1969 war er auch Vizepräsident des Internationalen Bundes Freier Gewerkschaften (IBFG).

## Ehrungen
Rosenberg wurde 1963 das Große Verdienstkreuz mit Stern und Schulterband des Verdienstordens der Bundesrepublik Deutschland verliehen. 1976 erhielt er den Freiherr-vom-Stein-Preis. In Berlin-Charlottenburg erinnert seit dem 29. Juni 2003, dem 100. Geburtstag von Ludwig Rosenberg, am Haus Kaiser-Friedrich-Straße 103 eine Edelstahltafel an ihn.
In Hamburg-Bergedorf ist der Ludwig-Rosenberg-Ring nach ihm benannt.